# Joël Kotek
Joël Kotek (* 15. května 1958 v Gentu) je belgický historik a politolog.